# Triplectides rudis
Triplectides rudis is een fossiele soort schietmot uit de familie Leptoceridae.